# رشم (قهاب رستاق)
رشم (بالفارسية: رشم) هي مستوطنة تقع في إيران في قسم قهاب رستاق الريفي. يقدر عدد سكانها بـ 327 نسمة .